# Frederik Christian Winsløw

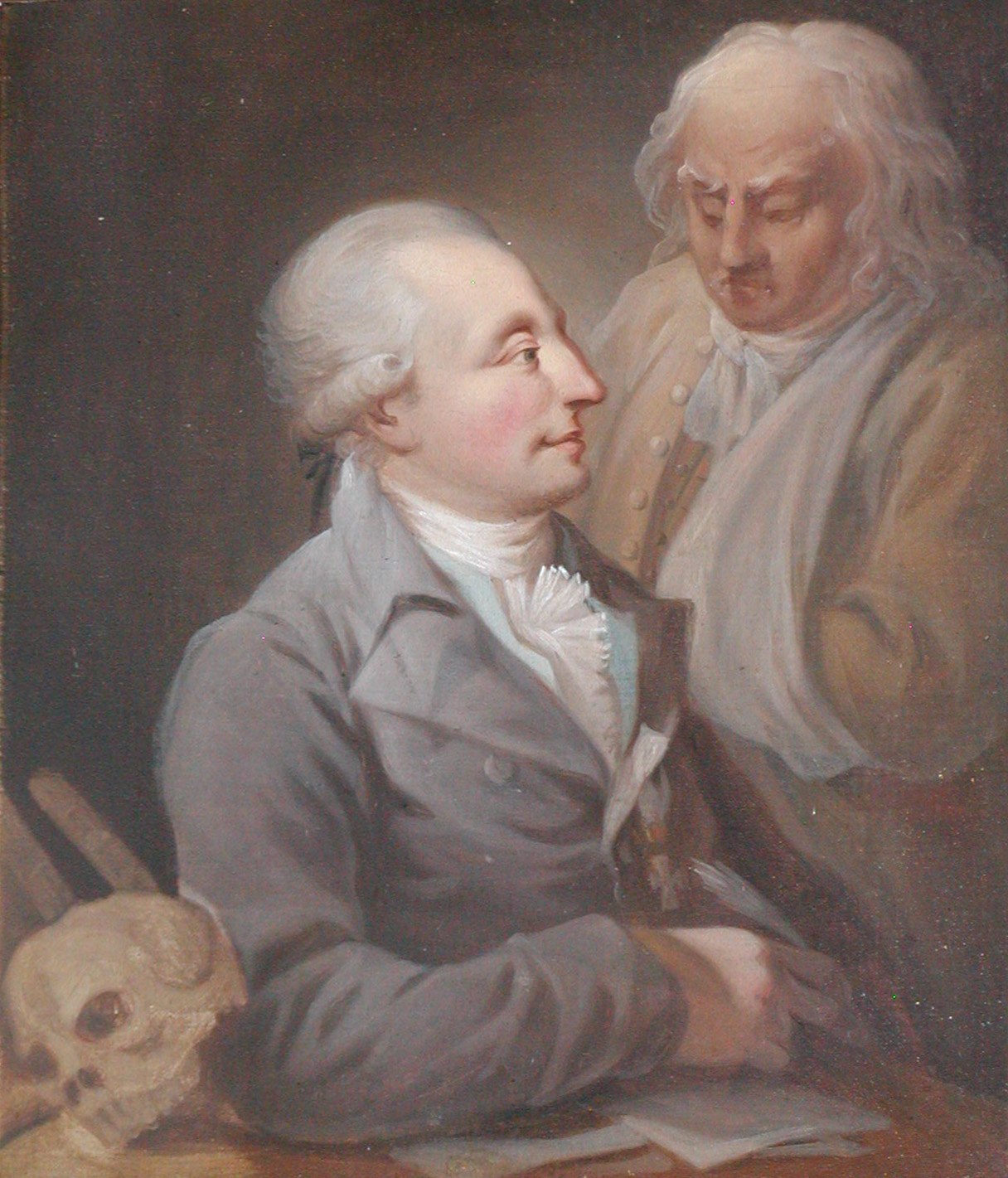
Frederik Christian Winsløw målad av Christian August Lorentzen.
Porträttsamlingen på Frederiksborgs slott.

Frederik Christian Winsløw, född 12 mars 1752 i Köpenhamn, död där 24 juni 1811, var en dansk kirurg.
Winsløw, som avlade kirurgisk examen 1776, blev 1781 överkirurg vid Frederiks Hospital, där han främst fick betydelse som klinisk lärare. Han var mycket verksam vid inrättandet av Det Kongelige Kirurgiske Akademi, där han 1785 blev professor, men han författade aldrig några vetenskapliga arbeten av betydelse. Han var en utmärkt praktisk kirurg, som bland annat även gjorde sig förtjänt genom sitt arbete för vaccinationens införande i Danmark.